# Det tyske riges forfatning
Det tyske riges forfatning er navnet på to tyske forfatninger:
- Det tyske riges forfatning af 1871, som foreskrev et føderalt konstitutionelt monarki
- Det tyske riges forfatning af 1919 ("Weimarforfatningen"), som foreskrev en føderal republik